# Michael Körner (Kommentator)
Michael Körner (* 20. März 1968 in Hagen) ist ein deutscher Sportkommentator, der auf Basketball und Poker spezialisiert ist.

## Karriere
Nach dem Abitur begann Körner, der Basketball beim Hagener Verein TSV Vorhalle spielte, mit dem Studium der Philosophie, Politik und Theaterwissenschaften, bevor er sich doch für den Journalismus entschied. Im Alter von 21 Jahren berichtete er für einen lokalen Radiosender von den Partien des Basketball-Bundesliga-Klubs in Hagen. Damals traf er zum ersten Mal den zwei Jahre älteren Frank Buschmann, mit dem er später auch bei DSF zusammenarbeitete.
Seine TV-Karriere begann Anfang 1993 beim gerade frisch gegründeten Fernsehsender VOX, für den er Basketball kommentierte, hauptsächlich die amerikanische Profiliga NBA. Als die Rechte für die deutsche Berichterstattung der NBA im Oktober 1993 den Besitzer wechselten, ging auch Körner von VOX zu Sat.1, wo er die Sendung „jump ran“ moderierte.
1995 ging er zu DSF/sport1 und hatte dort einen festen Platz im Moderatoren- und Kommentatorenstab. Durch den Pokerboom in Deutschland kommentierte Körner neben Basketball auch immer öfter das Kartenspiel und war in den Sendungen „Poker Exklusiv“ oder „High Stakes Poker“ zu hören. Außerdem kommentiert er Tennis beim Pay-TV-Kanal Sport1+.
2001 war Körners Stimme als Kommentator im Basketball-Videospiel NBA Live 2001 von EA Sports zu hören.
Von 2006 bis 2016 kommentierte Körner alle 46 Episoden der von Stefan Raab initiierten großen ProSieben PokerStars.de-Nacht, bei der 25. Ausgabe nahm er als Spieler teil und wurde Vierter. 2015 war er als Kommentator der Eröffnungsfeier und der Fechtwettkämpfe der Europaspiele im Einsatz.
Von 2014 bis 2023 war Körner als Moderator, Kommentator, Kolumnist und Podcaster für Magenta Sport, ehemals Telekom Basketball, tätig. Im Rahmen dieser Tätigkeit befasste er sich seit 2015 gemeinsam mit Frank Buschmann, von Oktober 2017 bis September 2021 mit Alexander „Xandi“ Dechant, dann mit Sebastian Ulrich im Podcast „Abteilung Basketball“ mit unterschiedlichen Themen des deutschen und internationalen Basketballgeschehens.
Im Sommer 2019 berichtete Körner zusammen mit Benni Zander für Magenta Sport aus China über die deutschen Spiele der Basketball-WM 2019.
Seit der Saison 2023/24 kommentiert Körner die Spiele der Basketball-Bundesliga auf Dyn und seit 2025 die RTL-Show Raabs Pokernacht mit GGPoker.de

## Pokerkarriere
Immer wieder nahm Körner als Spieler an Pokerturnieren teil. So zum Beispiel bei den UK Poker Open im Oktober 2006, dem damals höchstdotierten Pokerturnier im Vereinigten Königreich. Er musste sich allerdings schon in der Vorrunde Jonathon Kalmar geschlagen geben.
Im Juli 2007 veröffentlichte Michael Körner Die 10 goldenen Poker-Regeln, ein Sachbuch für Pokeranfänger. Die Idee zum Buch entstand im Rahmen der von Stefan Raab veranstalteten Pokersendungen auf ProSieben.